# Quinze-Vingts
Quinze-Vingts è il 48º quartiere amministrativo di Parigi, situato nel XII arrondissement. Deve il suo nome all'Ospedale di Quinze-Vingts.

## Storia
Il quartiere era una delle sezioni rivoluzionarie di Parigi al tempo della rivoluzione francese.

## Luoghi d'interesse

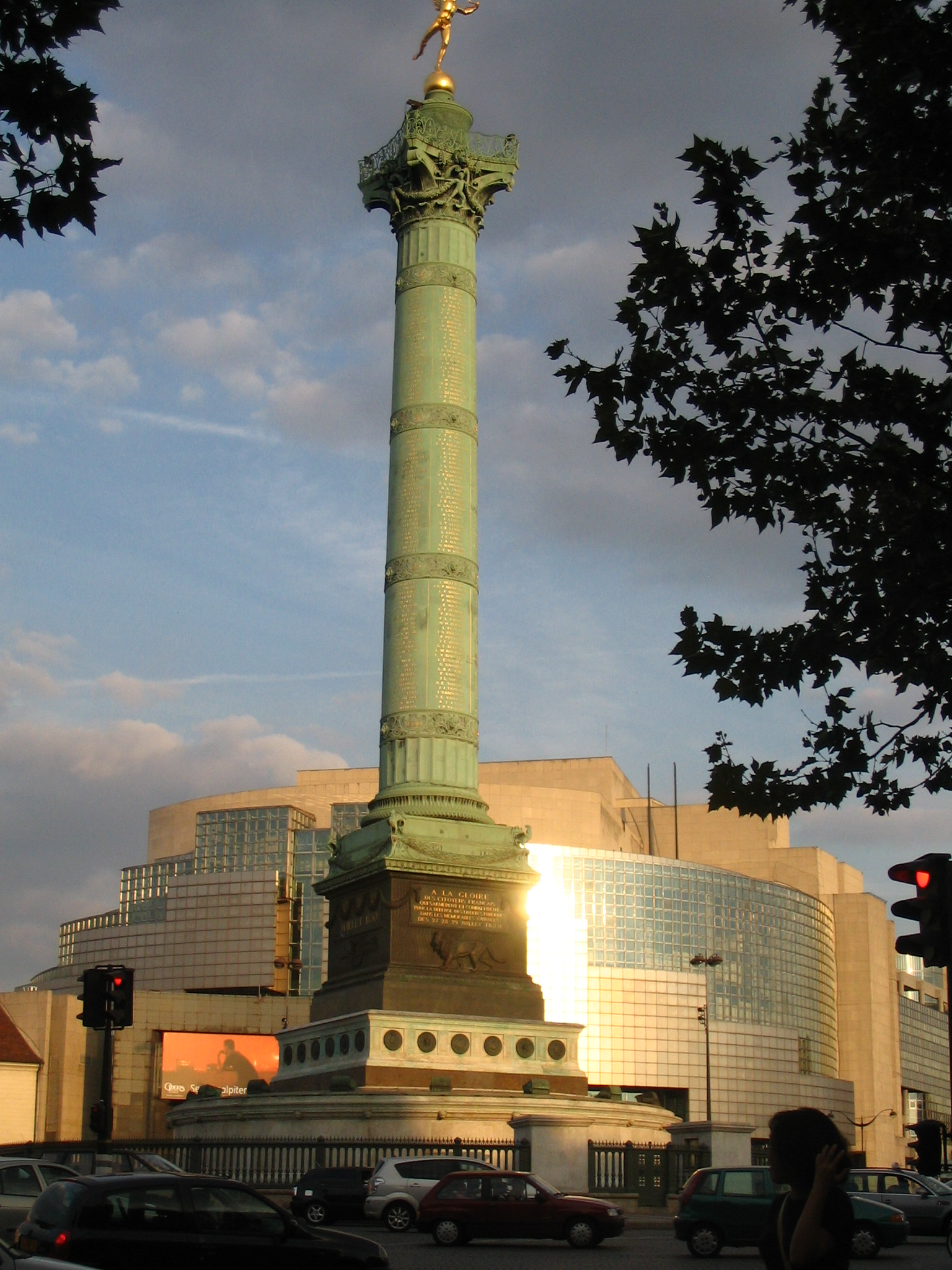
La colonne de Juillet e l'Opéra Bastille.

- Place de la Bastille, la Colonna di luglio e l'Opéra Bastille
- La Gare de Paris Lyon e il Port de l'Arsenal
- L'Ospedale di Quinze-Vingts
- La Promenade plantée e il Viaduc des Arts